# Kaleidoscope (Transatlantic)
Kaleidoscope is het vierde studioalbum van Transatlantic.

## Geschiedenis
De titel, die al tijdens de opnamen vastlag, is afkomstig van drummer Portnoy, die een caleidoscoop van toepassing vond op de diverse muziekinvloeden die een totaalbeeld vormen. Morse vond het juist van toepassing op de verschillende muzikale karakters die de band vormen. Het album werd grotendeels in Nashville (Tennessee), alwaar Morse woonde, opgenomen. Initiatiefnemer tot het album was Morse, die opnieuw enkele problemen kende om de band weer samen te krijgen. De muziek van het album laat een wisseling tussen melodie en techniek horen met een afwisseling tussen rustige passages en muzikale bombast. De teksten zijn daarbij soms religieus (indien geschreven door Morse) of maatschappijkritisch (indien geschreven door Stolt). Rustpunt is het nummer Beyond the sun, een lied dat Morse schreef ter nagedachtenis van zijn in 2009 overleden vader.

## Uitgifte
Als aankondiging van het album verscheen op 2 december 2013 Transatlantic de videoclip uit van het nummer Shine. Twee weken later werd het nummer And you and I, een cover van Yes en bonustrack van het album, op de Soundcloudpagina van de band geplaatst.
Een videoclip voor Black as the sky werd gelijktijdig met het album uitgebracht op 27 januari 2014.
Met dit album won Transatlantic op 11 september 2014 de titel 'Album of the year' op de derde jaarlijkse Progressive Music Awards.
Het album verscheen als normale dubbele compact disc, een speciale uitgave met de bonusdisc en een 'making of'-dvd, en een uitvoering in vinyl (3 LP's, 2 cd's). Ook verscheen er een uitvoering als foto/kunstboek met de cd, bonusdisc, dvd en een 5.1 mix.

## Musici
- Neal Morse – zang, toetsinstrumenten, gitaar
- Roine Stolt – zang, gitaar
- Pete Trewavas – zang, basgitaar
- Mike Portnoy – zang, slagwerk

Gastmusici
- Chris Carmichael — cello
- Rich Mouser — pedal steel guitar op Beyond the sun
- Daniel Gildenlöw — zang op Written in your heart

## Muziek
| Nr. | Titel | Duur  |
| --- | --- | ----- |
| 1.  | Into the blue I. Overture II. The dreamer and the healer III. A new beginning IV. Written in your heart V. The dreamer and the healer (Reprise)                   | 25:11 |
| 2.  | Shine | 7:26  |
| 3.  | Black as the sky | 6:43  |
| 4.  | Beyond the sun | 4:29  |
| 5.  | Kaleidoscope I. Overture II. Ride the lightning III. Black gold IV. Walking the road V. Desolation says VI. Lemon looking glass VII. Ride the Lightning (Reprise) | 31:53 |

| Nr. | Titel                                                                                        | Duur  |
| --- | -------------------------------------------------------------------------------------------- | ----- |
| 1.  | And you and I (cover van Yes) (Jon Anderson, Steve Howe, Chris Squire, Bill Bruford)         | 10:43 |
| 2.  | Can't get it out of my head (cover van Electric Light Orchestra) (Jeff Lynne)                | 4:43  |
| 3.  | Conquistador (cover van Procol Harum) (Gary Brooker, Keith Reid)                             | 4:10  |
| 4.  | Goodbye yellow brick road (cover van Elton John) (Elton John, Bernie Taupin)                 | 3:16  |
| 5.  | Tin soldier (cover van Small Faces) (Steve Marriott, Ronnie Lane)                            | 3:21  |
| 6.  | Sylvia (cover van Focus) (Thijs van Leer)                                                    | 3:49  |
| 7.  | Indiscipline (cover van King Crimson) (Adrian Belew, Bill Bruford, Robert Fripp, Tony Levin) | 4:43  |
| 8.  | Nights in white satin (cover van Moody Blues) (Justin Hayward)                               | 6:12  |

## Hitnoteringen
Het album wist in diverse landen de onderste regionen van de albumlijsten te halen. Nederland en Duitsland vormden uitschieters: het haalde daar de top 10, al was het voor korte duur.

### NederlandseAlbum Top 100
| Positie: | 6 | 44 | 56 | 90 | - | 99 | - | 48 | uit |